# 最長壽生命
根據不同定義，目前地球上最長壽生命各有不同。
如果壽命包括生命長期休眠、隱生或生物停滯的時間，且包括微生物和孢子的話，最長壽生命可能達2億5000萬年（250 million years）。
如果不包括休眠、隱生或生物停滯，但包括基因群落，如真菌菌落或其他相同基因繁殖群體，最長壽可能是西班牙伊維薩島附近的地中海海草的巨大群落，估計年齡約1萬2000歲至20萬歲。
如果不包括微生物、長期休眠時間、生物停滯時間、也不包括基因相同的群落，只包括個體生物，但如果樹木也包括在內，最長壽則是位於美國加洲東部的瑪士撒拉樹，估計約有4854歲。
如果包括海洋生物，部分黑角珊瑚樣本估計達4265歲。
如果只包括陸生動物，阿德维塔（一隻亞達伯拉象龜），則是世界上活的時間最長的動物，約256歲。
如果只談人類，雖然在古代有大量长寿神话，但獲驗證最長壽者的是122歲164天，而科學家估計最長壽的人應不會超過130歲。